# No One Lives Forever
『No One Lives Forever』（ノーワンリブスフォーエバー）はMonolith Productionsがパソコン用に製作したFPSゲームソフト。発売日は2000年11月9日。日本では2001年12月24日にサイバーフロントから発売された。2002年4月18日にはPlayStation 2への移植版も発売されたが、日本では未発売。

## ストーリー
1960年代。イギリス某所に本社を置く国際諜報組織「UNITY」の美人諜報員・ケイト・アーチャーが、テロ組織「H.A.R.M」を相手とした戦いを繰り広げる。
舞台はモロッコ、東・西ドイツ、カリブ海、さらには宇宙ステーションにまで及ぶ。

## 続編
『No One Lives Forever 2: A Spy in H.A.R.M.'s Way』が2002年9月30日に発売。日本では2003年3月7日にイマジニア から発売された。舞台の一つとして日本が登場する。

## 移植計画
Nightdive Studiosは過去に現行機への移植を試みたが、以下のように権利状況が複雑なことからとん挫したことを2024年ごろに明かしている。
- 開発元のMonolith Productionsは、現在WB Gamesの傘下にある[1]。
- 日本国外での販売を担当したFox Interactiveは、20世紀フォックスを通じてVivendi Universal Gamesに売却された[1]。
- その後、Vivendi Universal GamesとActivisionが合併してActivision Blizzardとなり、こちらマイクロソフトの傘下に収まった[1]。
- しかし、Fox Interactive作品の大半は20世紀スタジオ経由でウォルト・ディズニー・カンパニーの管理下に置かれている[1]。

また、Monolith Productionsも明確な販売権の所在を把握しておらず、ライセンス契約を結べなかった。